# Alchemilla versipila
Alchemilla versipila é uma espécie de rosácea do gênero Alchemilla, pertencente à família Rosaceae.